# 郭家嘴水库
34°39′40″N 113°36′50″E / 34.66106°N 113.61384°E
郭家嘴水库，又称郭家咀水库，是中华人民共和国河南省郑州市二七区侯寨街道郭家咀村境内贾鲁河支流金水河上一座小(I)型水库，防洪为主，兼顾灌溉、涵养地下水及水产养殖。

## 沿革
第二个五年计划期间，郑州城市防洪贯彻“以泄为主，蓄池兼施”的治河方针。1958年春，先后在金水河上游建成郭家嘴水库和金海水库，有效地控制了洪水通过金水河对市区的威胁。大坝总库容511万立方米，控制流域面积13.15平方公里。该水库与常庄水库、尖岗水库素有“郑州头上三盆水”之称。2007年5月，经郑州市水利工程建筑设计院鉴定，该水库为病险水库。2008年6月，水库列入国家中小型水库除险加固工程计划，当地政府对水库进行除险加固。
除险加固后，千年一遇校核洪水位162.53m，相应最大泄量164.2m3/s；五十年一遇设计洪水位161.45m，相应最大泄量95.2m3/s；兴利水位159.00m，兴利库容189.0m3；调洪库容207.6m3。
2021年7月21日8时许，郑州市委宣传部发布市防汛指挥部通知，郭家嘴水库存在重大安全隐患，周边相关地区人员立即转移，当日7时30分起，所有人不得进入该区域。郭家嘴水库（小（1）型）下游壩坡大范围冲刷垮塌，但未发生决口溃坝。目前壩顶已基本不过流，当地正在继续扩挖临时泄流通道，降低水库水位。